# Džon Mošita
Džon Mošita džunior (6. avgust 1954, Njujork) je glumac poznat po svom brzom govoru. Pre nego što je ta kategorija u Ginisovoj knjizi rekorda ukinuta, Mošita je bio poznat kao čovek sa najvećom brzinom govora, sposoban da izgovori 586 reči za minut.
Najčešće se pojavljivao u reklamama. Ipak, najpoznatiji je kao Autobot Blur, koji je takođe poznat po brzom govoru. Gostovao je i u serijama Porodični čovek i Garfild, kao i u nekim igranim serijama.

## Spoljašnje veze
- John Moschitta Jr. na sajtu  (jezik: engleski)